# Барбе, Анри
Анри Барбе (фр. Henri Barbé; 14 марта 1902, Париж — 24 мая 1966, Париж) — французский коммунистический и фашистский политик межвоенного периода. Член политбюро Французской компартии. Один из основателей Французской народной партии. Коллаборационист Второй мировой войны. После освобождения Франции осуждён за измену. В последние годы — католический традиционалист.

## Радикальный коммунист
Работал слесарем на металлургическом заводе. С 15-летнего возраста состоял в молодёжной организации СФИО. Отличался леворадикальными взглядами. Пропагандировал ленинизм, выступал за присоединение к Коминтерну. При расколе СФИО в 1920 примкнул к Французской коммунистической партии.
В 1926 возглавил молодёжную организацию компартии. В 1928 стал членом Исполкома Коминтерна. В 1929—1930 являлся одним из четырёх секретарей (наряду с Морисом Торезом, Бенуа Фрашоном, Пьером Селором), до 1931 — членом политбюро ЦК ФКП.
Барбе и Селор придерживались крайне радикальных позиций, временами идущих вразрез с курсом руководства ВКП(б) и Коминтерна. В 1931 было проведено заседание политбюро, в котором по поручению Сталина участвовал Дмитрий Мануильский. Под его давлением Барбе и Селор подверглись жёсткой критике и были выведены из партийного руководства.

## Фашист и коллаборационист
В 1934 Барбе и Селор поддержали Жака Дорио в конфликте с Морисом Торезом. Два года спустя они приняли участие в основании Французской народной партии.

После победы Народного фронта и июньских забастовок Дорио окончательно сбросил маску: 28 июня 1936 г. на собрании в Сен-Дени, где присутствовали как ренегаты от коммунизма, так и представители самых различных антикоммунистических группировок, он объявил о создании Французской народной партии (ППФ), платформа, состав и методы которой не оставляли никакого сомнения в её фашистском характере.

За Дорио последовала лишь ничтожная кучка озлобленных неудачников, в разное время изгнанных из ФКП: Анри Барбе — один из вождей антипартийной сектантской группы Барбе — Селора, Поль Марион — «идеолог» дориотистов, успевший после исключения из компартии вернуться в СФИО и выйти из неё вместе с фашиствующей фракцией «неосоциалистов», анархо-синдикалист Жюль Тёляд из федерации строителей ВКТ. В 1940 г. к нему примкнул бывший секретарь ЦК ФКП Марсель Життон.

Ю. И. Рубинский, «Тревожные годы Франции».

В фашистской партии Дорио Анри Барбе являлся одной из ключевых фигур, руководил деятельностью политического аппарата.
При нацистской оккупации 1940—1944 Барбе занял коллаборационистскую позицию. Состоял в Национально-народном объединении Марселя Деа. После окончания Второй мировой войны и осуждён за измену. Освобождён в конце 1949.

## Католический журналист
В послевоенной Франции Анри Барбе продолжал политическую деятельность в рядах крайне правых сил. Сотрудничал в антикоммунистическом журнале Est & Ouest. В 1959 крестился в католичество. Выступал как католический традиционалист, сотрудничал в журнале Itinéraires, который издавал бывший секретарь Шарля Морраса Жан Мадиран.